# Грин-Прери (тауншип, Миннесота)
Грин-Прери (англ. Green Prairie) — тауншип в округе Моррисон, Миннесота, США. На 2000 год его население составило 665 человек.

## География
По данным Бюро переписи населения США площадь тауншипа составляет 43,3 км², из которых 41,5 км² занимает суша, а 1,8 км² — вода (4,12 %).

## Демография
По данным переписи населения 2000 года здесь находились 665 человек, 244 домохозяйства и 189 семей.  Плотность населения —  16,0 чел./км².  На территории тауншипа расположено 262 постройки со средней плотностью 6,3 построек на один квадратный километр. Расовый состав населения: 99,40 % белых и 0,60 % коренных американцев.
Из 244 домохозяйств в 36,9 % воспитывались дети до 18 лет, в 65,6 % проживали супружеские пары, в 5,3 % проживали незамужние женщины и в 22,5 % домохозяйств проживали несемейные люди. 19,7 % домохозяйств состояли из одного человека, при том 7,0 % из — одиноких пожилых людей старше 65 лет. Средний размер домохозяйства — 2,73, а семьи — 3,14 человека.
29,3 % населения — младше 18 лет, 5,9 % — в возрасте от 18 до 24 лет, 31,7 % — от 25 до 44, 24,1 % — от 45 до 64, и 9,0 % — старше 65 лет. Средний возраст — 36 лет. На каждые 100 женщин приходилось 102,1 мужчин.  На каждые 100 женщин старше 18 приходилось 108,9 мужчин.
Средний годовой доход домохозяйства составлял 39 444 доллара, а средний годовой доход семьи —  47 222 доллара. Средний доход мужчин —  33 750  долларов, в то время как у женщин — 27 500. Доход на душу населения составил 17 013 долларов. За чертой бедности находились 5,9 % семей и 5,2 % всего населения тауншипа, из которых 1,7 % младше 18 и 22,4 % старше 65 лет.